# Deathcrush
Deathcrush je debutové EP a celkově druhá nahrávka od singlu „Pure Fucking Armageddon“ norské black metalové kapely Mayhem. Bylo vydáno 16. srpna 1987 vydavatelstvím Posercorpse Music.